# Váczi Károly
Váczi Károly (Budapest, 1893. november 23. – Budapest, 1976. július 19.), magyar klarinétművész.

## Életpályája
Váczi Benjámin és Bernács Magdolna fia. 1922-ben végzett a budapesti Zeneakadémián, majd 1949-ig az operaházban zenélt szólóklarinétosként. Nyugdíjazása után az Operettszínház zenekarának lett tagja. 1922–1930 között a Nemzeti Zenedében oktatott, 1933–1950 között a Liszt Ferenc Zeneművészeti Főiskolán, majd 1960-ig az Erkel Ferenc Zeneművészeti Szakiskolában. Nevéhez fűződik a század derekán működő kiváló klarinétművészek (Balassa György, Berkes Kálmán, Meizl Ferenc stb.) magas színvonalú képzése. Számos kamaraesten szerepelt; ő mutatta be Gárdonyi Zoltán Klarinétversenyét 1943-ban.
Felesége Klátyik Mária Anna (1899–1954) volt, akit 1920. július 31-én Kispesten vett nőül. Fia ifj.Váczi Károly (1921-2007) zongoraművész, zenepedagógus.

## Művei
Több pedagógiai kiadvány társszerzője volt. 
- Bartók Béla: Este a székelyeknél
- Tót legények tánca. Átirat klarinétra vagy mélyhegedűre és zongorára.